# Bernd Schröder (Theologe)
Bernd Schröder (* 1965 in Bad Oeynhausen) ist ein deutscher evangelischer Theologe und Religionspädagoge. Er war von 2001 bis 2011 Professor für Religionspädagogik an der Universität des Saarlandes und ist seit 2011 Professor für Praktische Theologie mit den Schwerpunkten Religionspädagogik und Bildungsforschung an der Theologischen Fakultät der Georg-August-Universität Göttingen.

## Biographie
Bernd Schröder studierte von 1984 bis 1990 Evangelische Theologie an den Universitäten Münster, Heidelberg, Jerusalem („Studium in Israel“) und Berlin, an den zuletzt genannten beiden Orten auch von 1987 bis 1992 Judaistik. Von 1992 bis 1995 absolvierte Schröder das Vikariat in der Evangelischen Kirche von Westfalen. Daran anschließend war er bis 2001 Wissenschaftlicher Assistent bei Christian Grethlein, zunächst bis 1997 an der Martin-Luther-Universität Halle-Wittenberg, dann an der Westfälischen Wilhelms-Universität Münster. Während dieser Zeit erteilte Schröder ehrenamtlich auch Konfirmandenunterricht (in Halle) und nebenamtlich evangelischen Religionsunterricht (in Münster).
Im Jahr 1994 wurde Schröder mit der von Peter Schäfer betreuten Studie Die „väterlichen Gesetze“. Flavius Josephus als Vermittler von Halachah an Griechen und Römer an der Freien Universität Berlin promoviert. Fünf Jahre später habilitierte sich Schröder mit der Untersuchung Jüdische Erziehung im modernen Israel im Fach Praktische Theologie an der Evangelisch-Theologischen Fakultät der Westfälischen Wilhelms-Universität Münster.
2001 wurde Schröder auf eine Professur für Religionspädagogik in der Fachrichtung Evangelische Theologie der Universität des Saarlandes berufen. Einen Ruf an die Evangelisch-Theologische Fakultät der Universität Wien lehnte er 2008 ab. Im Jahr 2011 erfolgte der Wechsel nach Göttingen, wo er als Professor für Praktische Theologie mit den Schwerpunkten Religionspädagogik und Bildungsforschung an der Theologischen Fakultät der Georg-August-Universität lehrt und von 2013 bis 2022 zudem Ephorus des Theologischen Stifts der Universität Göttingen war. Von 2014 bis 2017 bekleidete er das Amt des Studiendekans seiner Fakultät, von 2019 bis 2021 das Amt des Dekans.
Der Forschungsschwerpunkt Schröders liegt auf der systematischen Ausarbeitung der Logik der Religionspädagogik, näherhin in den Bereichen der Vergleichenden Religionspädagogik, der ökumenischen Bildung und in der Verhältnisbestimmung zur Praktischen Theologie.
Daneben war Schröder von 2014 bis 2023 Vorsitzender von „Studium in Israel. Ein theologisches Studienjahr an der Hebräischen Universität Jerusalem“, von (2015 bis 2017) 2017 bis 2019 war er (stellvertretender) Vorsitzender des Evangelisch-Theologischen Fakultätentages; zudem stand er von 2012 bis 2016 der Gesellschaft für wissenschaftliche Religionspädagogik (GwR) vor. Darüber hinaus ist Schröder auch in diversen kirchlichen Gremien der Evangelischen Kirche in Deutschland (EKD) engagiert: Von 2011 bis 2015 gehörte und seit 2024 gehört er als berufenes Mitglied der für die Lehramtsstudiengänge zuständigen Fachkommission II der Gemischten Kommission für die Reform des Theologiestudiums an. Von 2016 bis 2021 war er Mitglied und stellvertretender Vorsitzender der Kammer der EKD für Bildung und Erziehung, Kinder und Jugend; seit deren Auflösung ist er Mitglied im sog. Steuerungsboard des EKD-Kammernetzwerks. Seit 2023 fungiert er als Sprecher der Zentralen Einrichtung für wissenschaftliche Lehrer:innenbildung (ZEWIL) der Georg-August-Universität Göttingen.
Er ist verheiratet mit der evangelischen Theologin Adelheid Ruck-Schröder. Das Paar hat zwei Kinder.

## Veröffentlichungen (Auswahl)
Monographien
- Die „väterlichen Gesetze“. Flavius Josephus als Vermittler von Halachah an Griechen und Römer (Texte und Studien zum Antiken Judentum 53). Tübingen 1996.
- Jüdische Erziehung im modernen Israel. Eine Studie zur Grundlegung vergleichender Religionspädagogik (Arbeiten zur Praktischen Theologie 18). Leipzig 2000.
- Evangelische Kontaktstunde an Grundschulen. Modell gelingender Nachbarschaft von Schule und Gemeinde? Neukirchen-Vluyn 2003.
- Religionspädagogik (Neue Theologische Grundrisse). Tübingen 2012; 2., überarbeitete und ergänzte Auflage 2021.
- Göttinger Religionspädagogik (Praktische Theologie in Geschichte und Gegenwart 25). Tübingen 2018.
- Religion unterrichten (Praktische Theologie konkret 6). Göttingen 2022.
- Religionspädagogik angesichts des Judentums. Grundlegungen – Rekonstruktionen – Impulse (Praktische Theologie in Geschichte und Gegenwart 39). Tübingen 2023.
- Religionspädagogische Ökumenik. Weltweites polyzentrisch-plurales Christentum als Bildungsreligion (Praktische Theologie in Geschichte und Gegenwart 40). Tübingen 2023.
- Religionsbezogene Bildung in Niedersächsischen Schulen (verfasst zus. mit Monika E. Fuchs, Elisabeth Hohensee und Joana Stephan). Stuttgart 2023.

Herausgeberschaften
- Dagmar Drovs. Heilpädagogik im deutschen Judentum. Eine Spurensicherung 1873–1942 (Münsteraner Judaistische Studien 7). Hg. mit einem Essay von Shimon Sachs sel. A., Münster et al. 2000.
- mit Wolfgang Marhold: Evangelische Theologe studieren (Münsteraner Einführungen Theologie 1). Münster et al. 2001; 2., überarb. und erw. Auflage: Evangelische Theologie studieren. Eine Einführung, Münster et al. 2007.
- mit Katja Kriener: Lernen auf Zukunft hin – Einsichten des christlich-jüdischen Gesprächs. 25 Jahre Studium in Israel. Neukirchen-Vluyn 2004.
- mit Jan Hermelink: Themenheft Praktische Theologie angesichts des Judentums der Zeitschrift Praktische Theologie, Jg. 38, 2004, Heft 4.
- Georgien – Gesellschaft und Religion an der Schwelle Europas. Eine gemeinsame Vortragsreihe der Fachrichtung Evangelische Theologie der Universität des Saarlandes und der Landeshauptstadt Saarbrücken (Annales Universitates Saraviensis – Philosophische Fakultäten 24), St. Ingbert 2005.
- Religion im Schulleben. Neukirchen-Vluyn 2006.
- mit Michael Hüttenhoff und Wolfgang Kraus: Die Bibel und die Kultur der Gegenwart (Annales Universitates Saraviensis – Philosophische Fakultäten 27). St. Ingbert 2007.
- mit Rainer Lachmann: Geschichte des evangelischen Religionsunterrichts in Deutschland. Ein Studienbuch. Neukirchen-Vluyn 2007.
- mit Rainer Lachmann: Geschichte des evangelischen Religionsunterrichts in Deutschland. Quellen. Neukirchen-Vluyn 2009.
- Die Mischna, Teil 5: Kodaschim. Heilige Dinge, Traktat 10: Middot. Maße [des Tempels] (Die Mischna. Textkritische Ausgabe mit deutscher Übersetzung und Kommentar). Jerusalem 2009.
- mit Wolfgang Kraus: Religion im öffentlichen Raum. Deutsche und französische Perspektiven (Jahrbuch des Frankreichzentrums der Universität des Saarlandes 8). Bielefeld 2009.
- mit Martin Rothgangel: Evangelischer Religionsunterricht in den Ländern der Bundesrepublik Deutschland. Empirische Daten – Kontexte – Entwicklungen. Leipzig 2009.
- Johannes Sturm (1507–1589). Pädagoge der Reformation. Eine lateinisch-deutsche Leseausgabe zweier Schulschriften (Arbeiten zur historischen Religionspädagogik 7), Jena 2009.
- Institutionalisierung und Profil der Religionspädagogik. Historisch-systematische Studien zu ihrer Genese als Wissenschaft (Praktische Theologie in Geschichte und Gegenwart 8). Tübingen 2009.
- mit Harry Harun Behr und Daniel Krochmalnik: Was ist ein guter Religionslehrer? Antworten von Juden, Christen und Muslimen (Religionspädagogische Gespräche zwischen Juden, Christen und Muslimen 1). Berlin 2009.
- mit Rainer Lachmann und Martin Rothgangel: Christentum und Religionen elementar. Lebensweltlich – theologisch/religionswissenschaftlich – didaktisch (Theologie für Lehrerinnen und Lehrer 5). Göttingen 2010.
- mit Folkert Rickers: 1968 und die Religionspädagogik. Neukirchen-Vluyn 2010.
- mit Harry Harun Behr und Daniel Krochmalnik: Der andere Abraham. Theologische und didaktische Reflexionen eines Klassikers (Religionspädagogische Gespräche zwischen Juden, Christen und Muslimen 2). Berlin 2011.
- mit Harry Harun Behr und Daniel Krochmalnik: „Du sollst Dir kein Bildnis machen…“. Bilderverbot und Bilddidaktik im jüdischen, christlichen und islamischen Religionsunterricht (Religionspädagogische Gespräche zwischen Juden, Christen und Muslimen 3). Berlin 2013.
- mit Michael Wermke: Religionsdidaktik zwischen Schulformspezifik und Inklusion. Bestandsaufnahmen und Herausforderungen. Leipzig 2013.
- Religionsunterricht – wohin? Modelle seiner Organisation und didaktischen Struktur. Neukirchen-Vluyn 2014.
- mit Michael Domsgen: Kommunikation des Evangeliums. Leitbegriff der Praktischen Theologie (Arbeiten zur Praktischen Theologie 57). Leipzig 2014.
- mit Harry Harun Behr, Katja Boehme und Daniel Krochmalnik: Das Gebet im Religionsunterricht in interreligiöser Perspektive (Religionspädagogische Gespräche zwischen Juden, Christen und Muslimen 5). Berlin 2014.
- mit Heiko Wojtkowiak: Stiftsgeschichte(n). 250 Jahre Theologisches Stift der Universität Göttingen (1765–2015). Göttingen 2015.
- mit Jan Hermelink und Silke Leonhard: Jugendliche und Religion. Analysen zur V. Kirchenmitgliedschaftsuntersuchung der EKD (Religionspädagogik innovativ 13). Stuttgart 2017.
- mit Harry Harun Behr, Katja Boehme und Daniel Krochmalnik) Buchstabe und Geist – Vom Umgang mit Tora, Bibel und Koran im Religionsunterricht (Religionspädagogische Gespräche zwischen Juden, Christen und Muslimen 6). Berlin 2017.
- Pfarrer oder Pfarrerin werden und sein (Veröffentlichungen der Wissenschaftlichen Gesellschaft für Theologe 61). Leipzig 2020.
- mit Thomas Schlag: Praktische Theologie und Religionspädagogik. Systematische, empirische und thematische Verhältnisbestimmungen. Leipzig 2020.
- mit Martin Rothgangel: Religionsunterricht in den Ländern der Bundesrepublik Deutschland. Neue empirische Daten – Kontexte – aktuelle Entwicklungen. Leipzig 2020.
- mit Kirsti Greier: Kirche mit Kindern. Empirische Befunde – Konzepte – Desiderate (Evangelische Bildungsberichterstattung 6). Münster u. a. 2020.
- Bildung (Themen der Theologie 14). Tübingen 2021.
- mit Jan Woppowa: Theologie im konfessionell-kooperativen Religionsunterricht. Ein Handbuch. Tübingen 2021.
- mit Martin Hailer u. a.: Religionlehrer:in im 21. Jahrhundert. Transformationsprozesse in Beruf und theologisch-religionspädagogischer Bildung in Studium, Referendariat und Fortbildung (Veröffentlichungen der Wissenschaftlichen Gesellschaft für Theologe 74). Leipzig 2023.
- mit Michael Domsgen u. a.: Christsein. Beiträge zur Morphologie und Topologie einer Lebensform (Arbeiten zur Praktischen Theologie 98). Leipzig 2024.

Herausgeberschaften von Reihen und Zeitschriften
- mit Martin Rothgangel et al.: Theo-web. Zeitschrift für Religionspädagogik / Theo-web. Academic Journal of Religious Education, 2002ff.
- mit Christian Albrecht: Praktische Theologie in Geschichte und Gegenwart, Tübingen 2006ff.
- Saarbrücker Religionspädagogische Hefte, Saarbrücken 2006–2011.
- mit Hans-Henning Averbeck, Roland Biewald, Andreas Obermann und Wilhelm Schwendemann: BRU-Magazin. Magazin für den Religionsunterricht in berufsbildenden Schulen, Villigst [ab Jg. 46, 2007].
- mit Harry Harun Behr und Daniel Krochmalnik: Religionspädagogische Gespräche zwischen Juden, Christen und Muslimen, Berlin 2009ff.
- mit Stefan Altmeyer, Bernhard Grümme, Helga Kohler-Spiegel, Elisabeth Naurath und Friedrich Schweitzer: Jahrbuch der Religionspädagogik, Göttingen [seit Jg. 26, 2010].
- mit Pamela Couture: International Journal of Practical Theology, Berlin / New York [von Jg. 17, 2013, bis 28, 2024; seitdem im Editorial Board].
- mit Heinrich Assel et al.: Verkündigung und Forschung, Gütersloh [seit Jg. 60, 2015].